# Gestreepte snijdervogel
De gestreepte snijdervogel (Orthotomus atrogularis) is een snijdervogel die voorkomt in op het Indisch subcontinent en de Indische Archipel.

## Kenmerken
De gestreepte snijdervogel is een klein vogeltje (10 cm lang), vaak te zien met een opgewipte staart. Van boven is hij olijfgroen; de vogel verschilt van andere snijdervogels door zijn groene staart (van boven). Het mannetje heeft een zwartgevlekte (naar de buik toe uitlopend op zwarte streepjes) borst. Het vrouwtje heeft alleen voor op de kruin een roodbruine vlek.

## Verspreiding en leefgebied
Er zijn vier ondersoorten in verschillende regio's van het verspreidingsgebied.
- O. a. nitidus (Noordoost-India, Bangladesh tot in Zuid-China, Thailand en Indochina)
- O. a. atrogularis (Malakka, Sumatra en Borneo)
- O. a. anambensis (Tioman, Anambaseilanden en Natuna-eilanden)
- O. a. humphreysi (noordoostelijk Borneo).

Het leefgebied van de gestreepte snijdervogel is primair regenwoud, maar vooral bosranden, in de buurt van open plekken in het bos en in secondair bos in het laagland en in heuvelland onder de 1500 m boven de zeespiegel.

## Status
De gestreepte snijdervogel heeft een groot verspreidingsgebied en daardoor alleen al is de kans op uitsterven uiterst gering. De grootte van de populatie is niet gekwantificeerd. Er is geen aanleiding te veronderstellen dat de soort in aantal achteruit gaat. Om die redenen staat deze snijdervogel als niet bedreigd op de Rode Lijst van de IUCN.